# Mieczysław Gil

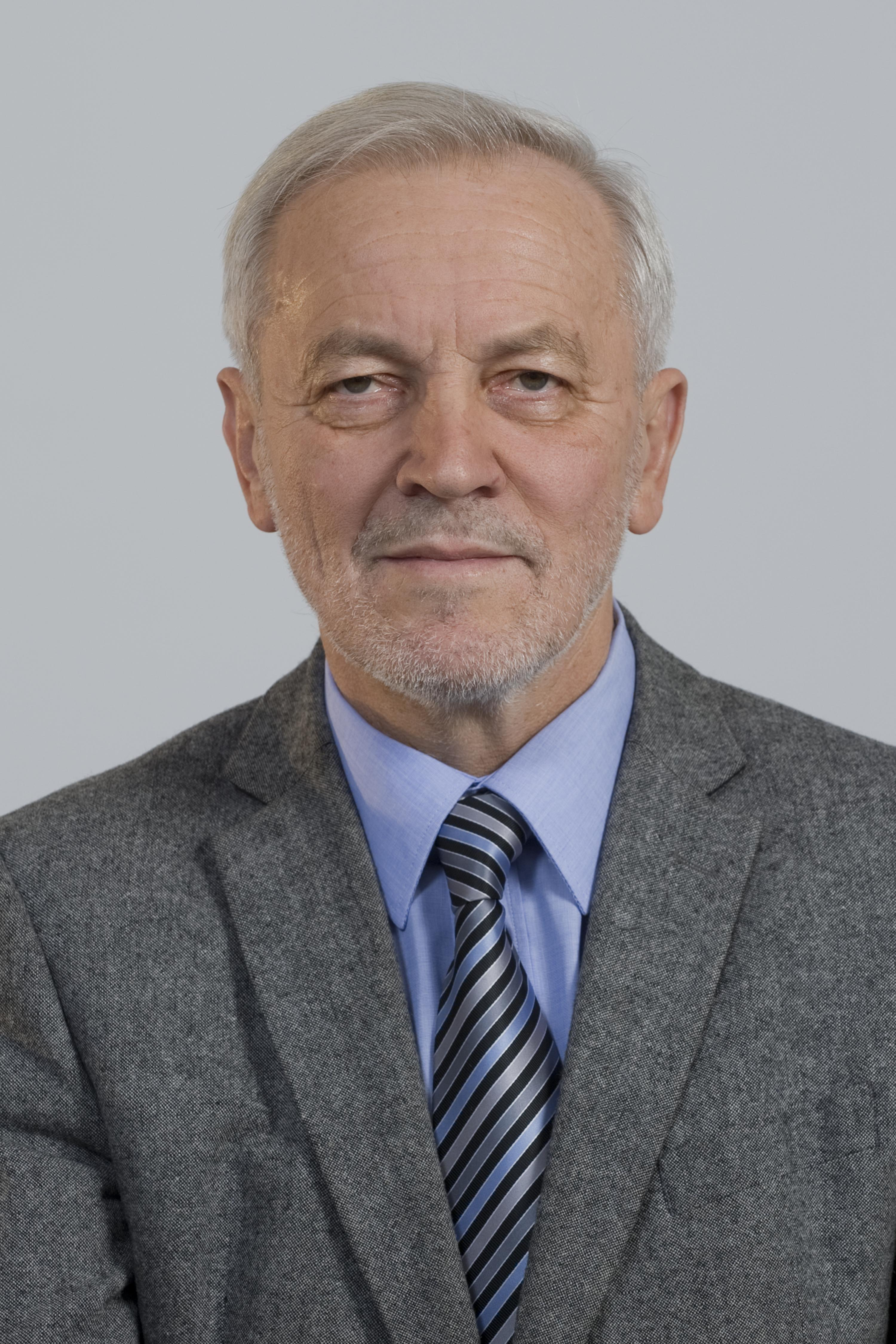
Mieczysław Gil (2011)

Mieczysław Władysław Gil (* 9. Januar 1944 in Gace Słupieckie; † 29. September 2022 in Krakau) war ein polnischer Politiker (PChD, AWS, PPChD, PC, PiS). Er war von 1989 bis 1993 Mitglied des Sejm in der X. (Volksrepublik) und I. (Dritte Republik) Wahlperiode. Von 2011 bis 2015 gehörte er dem Senat der Republik Polen an.

## Leben und Beruf
Gil schloss 1963 die Fachschule für Metallurgie und Mechanik in Nowa Huta ab. Im selben Jahr begann er in der Lenin-Hütte in Nowa Huta zu arbeiten. Ab 1977 verantwortete er die Firmenzeitung „Głos Nowej Huty“. Wegen seiner oppositionellen Tätigkeit verlor er im November 1983 seinen Arbeitsplatz und arbeitete fortan in der Landwirtschaft. 1990 gründete er die Krakauer Tageszeitung „Czas“ und 1993 wurde er Chefredakteur der „Nowa Gazeta“.
Gil war verheiratet und hatte zwei Kinder. Nach seinem Tod wurde er auf dem Krakauer Friedhof Rakowicki beigesetzt.

## Politik

### Volksrepublik
Von 1968 bis 1982 war Gil Mitglied der Polnischen Vereinigten Arbeiterpartei und engagierte sich zunächst in der sozialistischen Gewerkschaft. Während der August-Streiks 1980 in Polen war er Sprecher der streikenden Stahlarbeiter in Nowa Huta und anschließend Vorsitzender der Hüttenarbeiterkommission der unabhängigen Gewerkschaft Solidarność im Stahlwerk. Außerdem war er Vorsitzender des Regionalvorstandes Kleinpolen der Gewerkschaft und einer der stellvertretenden Vorsitzenden in Gesamtpolen. Er war Delegierter beim ersten Delegiertentag der Solidarność in Danzig und nahm an den Verhandlungen zwischen Gewerkschaft und Regierung teil. Nach der Ausrufung des Kriegsrechts im Dezember 1981 organisierte er Streiks in der Lenin-Hütte und der Region. Im Januar 1982 wurde er verhaftet und zu vier Jahren Gefängnis verurteilt. Nach seiner Freilassung war er illegal für die Gewerkschaft tätig. Im April 1988 beteiligte er sich erneut an Streiks in der Lenin-Hütte, die er gemeinsam mit Jan Ciesielski und Stanisław Handzlik organisierte. Nach Niederschlagung des Streiks wurde er am 5. Mai des Jahres verhaftet und erst nach zwölf Tagen auf Intervention von Vertretern der Polnischen Bischofskonferenz freigelassen. 1989 nahm er an den Gesprächen am Runden Tisch in der Arbeitsgruppe für Wirtschafts- und Sozialpolitik und der Untergruppe für Wohnungspolitik teil.

### Dritte Republik
Bei der halbfreien Wahl 1989 wurde Gil auf dem Wahlvorschlag des Komitet Obywatelski „Solidarność” in den sogenannten Vertragssejm gewählt, wobei er mit 89,3 % der Stimmen das beste Einzelergebnis erreichte. Nach der Präsidentschaftswahl 1990 wurde er Fraktionsvorsitzender der Solidarność. Bei der ersten vollständig freien Parlamentswahl 1991 wurde er auf der Liste „Krakowska Koalicja Solidarni z Prezydentem“ wiedergewählt. Er schloss sich der Fraktion „Konwencja Polska“ an, die sich ab Oktober 1992 unter Führung des Bauernpolitikers Ireneusz Niewiarowski aus Vertretern unterschiedlicher Parteien gebildet hatte. Bei der folgenden Wahl 1993 trat er nicht an.
Im März 1996 trat Gil der Partia Chrześcijańskich Demokratów (PChD) bei. Für diese wurde er bei den Selbstverwaltungswahlen 1998 auf der Liste des Wahlbündnisses Akcja Wyborcza Solidarność (AWS) in den Sejmik der neugebildeten Woiwodschaft Kleinpolen gewählt. Als sich die PChD mit dem Porozumienie Centrum und der Ruch dla Rzeczypospolitej 1999 zur Porozumienie Polskich Chrześcijańskich Demokratów (PPChD) vereinigte, wurde er 1999 deren Mitglied und Vorsitzender in Kleinpolen. Bei der Parlamentswahl 2001 kandidierte er für die PPChD auf der Liste des Wahlbündnisses AWS, das bei dieser Wahl allerdings an der 8-%-Hürde für Wahlbündnisse scheiterte. 2005 kandidierte er als Vorsitzender der „Stowarzyszenia Polskich Chrześcijańskich Demokratów“ für die Partia Centrum zum Senat der Republik Polen, wurde aber nicht gewählt. Hingegen gelang ihm 2011 für die Prawo i Sprawiedliwość im Wahlkreis Kielce der Einzug in den Senat. 2015 bewarb er sich in Krakau um ein erneutes Senatorenamt, unterlag aber knapp dem Kandidaten der Platforma Obywatelska Jerzy Fedorowicz.

## Auszeichnungen
- 1980 Silbernes Verdienstkreuz der Republik Polen
- 1990 Ritterkreuz des Ordens Polonia Restituta (durch die Polnische Exilregierung)[10]
- 2006 Komturkreuz des Ordens Polonia Restituta (durch den Präsidenten der Republik)[11]
- 2017 Kreuz der Freiheit und der Solidarität[12]
- 2022 Großkreuz des Ordens Polonia Restituta (postum)[13]